# ADMK
Austro-Daimler ADMK   с гусенично-колёсным приводом поступили в вооружённые силы Германии после её аншлюса с Австрией в 1938 году, но в том же году их производство было прекращено. Особенно полезными они оказались в составе германских частей горных егерей.